# Aftershock (álbum)
Aftershock é o vigésimo primeiro álbum da banda britânica de rock Motörhead. Originalmente esperado para ser lançado em meados de 2013, o lançamento foi remarcado para setembro e outubro em vários países europeus e na América do Norte, respectivamente. Foi produzido por Cameron Webb.
Aftershock vendeu 11,000 cópias nos Estados Unidos na primeira semana e estreou na posição No. 22 na The Billboard 200 chart.

## Composição e gravação
Em uma entrevista de Agosto de 2012 com Artisan News Service durante o Rockstar Mayhem Festival, o baterista do Motörhead Mikkey Dee revelou que a banda já havia escrito um número de músicas prontas para o sucessor doThe Wörld Is Yours de 2010, mas eles continuavam a escrever. Ele então passou a dizer que o novo álbum seria gravado e lançado em 2013.
Em uma entrevista com a Classic Rock Revisited, Lemmy foi questionado sobre a possibilidade de um novo álbum consistido apenas de covers. Lemmy disse que tinha discutido e que "seria legal fazê-lo". Ele observou ainda que, se um álbum de covers seria feito, o variado gosto musical da banda iria garantir um tracklist diversificado.
No final de outubro de 2012, foi anunciado que a banda tinha plano de entrar em estúdio em janeiro de 2013. Além disso, Cameron Webb, que produziu um número de gravações recentes do grupo, deveria voltar a produzir o novo álbum.
O título foi revelado em 18 de junho de 2013.

## Faixas
Todas as músicas escritas por Motörhead.
| N.º | Título                         | Duração |  |
| 1.  | "Heartbreaker"                 | 3:04    |  |
| 2.  | "Coup De Grace"                | 3:45    |  |
| 3.  | "Lost Woman Blues"             | 4:09    |  |
| 4.  | "End Of Time"                  | 3:17    |  |
| 5.  | "Do You Believe"               | 2:58    |  |
| 6.  | "Death Machine"                | 2:37    |  |
| 7.  | "Dust And Glass"               | 2:50    |  |
| 8.  | "Going To Mexico"              | 2:51    |  |
| 9.  | "Silence When You Speak To Me" | 4:30    |  |
| 10. | "Crying Shame"                 | 4:28    |  |
| 11. | "Queen Of The Damned"          | 2:50    |  |
| 12. | "Knife"                        | 2:57    |  |
| 13. | "Keep Your Powder Dry"         | 3:54    |  |
| 14. | "Paralyzed"                    | 2:50    |  |

## Créditos
- Lemmy – baixo, vocal
- Phil "Wizzö" Campbell – guitarra
- Mikkey Dee – bateria

## Desempenho nas paradas
| Parada musical (2013)                         | Posição |
| --------------------------------------------- | ------- |
| Áustria (Ö3 Austria Top 40)                   | 7       |
| Bélgica (Ultratop Flandres)                   | 37      |
| Bélgica (Ultratop Valônia)                    | 26      |
| Canadá (Billboard)                            | 22      |
| Dinamarca (Hitlisten)                         | 14      |
| Países Baixos (Dutch Charts)                  | 64      |
| Finlândia (Suomen virallinen lista)           | 5       |
| França (SNEP)                                 | 14      |
| Alemanha (Offizielle Deutsche Charts)         | 5       |
| Itália (FIMI)                                 | 24      |
| Nova Zelândia (RMNZ)                          | 33      |
| Noruega (VG-lista)                            | 6       |
| Polónia (ZPAV)                                | 47      |
| Espanha (PROMUSICAE)                          | 23      |
| Suécia (Sverigetopplistan)                    | 8       |
| Suíça (Schweizer Hitparade)                   | 6       |
| Reino Unido (UK Albums Chart)                 | 110     |
| Reino Unido (UK Rock & Metal Albums)          | 10      |
| Estados Unidos (Billboard 200)                | 22      |
| Estados Unidos (Billboard Independent Albums) | 2       |
| Estados Unidos (Top Hard Rock Albums)         | 3       |
| Estados Unidos (Top Rock Albums)              | 8       |
| Estados Unidos (Top Tastemaker Albums)        | 5       |